# Helga Klier
Helga Klier (* 11. Juni 1942 in Wien; † 3. März 2005 ebenda) war eine österreichische Politikerin der SPÖ.

## Leben
1987 wurde sie in die Liesinger Bezirksvertretung gewählt. Ab 1996 war sie in der 15., 16. und in der 17. Wahlperiode bis zu ihrem Tode Abgeordnete zum Wiener Landtag und Mitglied des Wiener Gemeinderats.

## Ehrungen
Helga Klier wurde am 18. März 2005 in einem ehrenhalber auf Friedhofsdauer gewidmeten Grab am Wiener Zentralfriedhof, Gruppe 9A, Reihe 2, Grab 14 bestattet.